# Dennis Praet
Dennis Praet (* 14. Mai 1994 in Löwen) ist ein belgischer Fußballspieler, der derzeit bei Royal Antwerpen spielt.

## Karriere

### Verein
In seiner Jugend spielte Praet zuerst bei Stade Löwen, Oud-Heverlee Löwen und KRC Genk, bevor er im August 2010 vom RSC Anderlecht verpflichtet wurde. Ein Jahr später stieg er in dessen Profimannschaft auf. Sein Jupiler-Pro-League-Debüt hatte Praet dann am 30. Oktober 2011 (12. Spieltag) im Heimspiel gegen Lierse SK (4:0), als er in der 61. Minute für Fernando Canesin eingewechselt wurde. Am 24. März unterschrieb er einen Vertrag bis zum 30. Juni 2015. Zur Spielzeit 2016/17 wechselte der Belgier in die Italienische Serie A zu Sampdoria Genua. Bei den Genuesern unterzeichnete er einen bis zum 30. Juni 2021 gültigen Kontrakt.
Nach drei Jahren in Italien wechselte er vorzeitig aus seinem Vertrag in Genua und unterschrieb beim englischen Erstligisten Leicester City. Dort absolvierte er in den beiden Spielzeiten zwischen 2019 und 2021 insgesamt 42 Ligapartien. Dazu gewann er im Mai 2021 den FA Cup, saß im Finale gegen den FC Chelsea jedoch nur auf der Ersatzbank. Ende August 2021 ging er auf Leihbasis für ein Jahr zum italienischen Erstligisten FC Turin.
Nach Auslaufen seines Vertrags in Leicester zum Saisonende 2024/25 unterzeichnete Praet im September 2024 einen Vertrag bei Royal Antwerpen.

### Nationalmannschaft
Praet durchlief ab der U-16 alle Jugendauswahlmannschaften des belgischen Fußballverbandes. Am 28. Februar 2012 debütierte er im Heimspiel für die U-19 gegen Estland (6:0) und erzielte zwei Treffer. Sein erstes Spiel in der A-Nationalmannschaft hatte er am 12. November 2014 bei einem Freundschaftsspiel gegen Island, als er vierzehn Minuten vor Spielschluss eingewechselt wurde.
Danach wurde er bis 2018 nicht im Kader der Nationalmannschaft berücksichtigt bzw. spielte am selben Termin bei der U-21-Mannschaft. Ab 2018 stand er bei drei Freundschaftsspielen auf dem Platz, und am 13. Oktober 2019 spielte er das erste Mal über die volle Spielzeit beim Qualifikationsspiel für die Europameisterschaft 2020 gegen Kasachstan. Belgien war zu diesem Zeitpunkt bereits für die Endrunde qualifiziert. Zur Fußball-Europameisterschaft 2021 wurde er in den belgischen Kader berufen.

## Auszeichnungen
- Belgiens Fußballer des Jahres: 2014
- Englischer Pokalsieger: 2021